# Ciołek
Ciołek (Biała, Taurus, Thaurus, Vitulus) is een van de oudste Poolse heraldische clans (ród herbowy) van middeleeuws Polen en later het Pools-Litouwse Gemenebest.

## Achtergrond
Er zijn aanwijzingen te vinden voor een sterke vroege band tussen de clans Ciołek en Gryf in de parallen in geografie en politieke connectiviteit van clanleden. Deze aanwijzingen zouden verklaren waarom de namen Sassin, Getco, Andreas, Clemens en Petrus in beide clans sterk vertegenwoordigd zijn en dat huwelijken tussen Gryf en Ciołek veel voorkwamen.

## Telgen
De clan bracht de volgende telgen voort:
- Huis Poniatowski[3]
  - Stanisław Poniatowski (1676-1762), generaal
  - Gravin Izabella Poniatowska (1730-1808)
  - Koning van Polen en groothertog van Litouwen Stanisław August Poniatowski (1732-1798)
  - Andrzej Poniatowski (1734-1773), veldmaarschalk.
  - Prins Michał Jerzy Poniatowski (1736-1794)
  - Prins Stanisław Poniatowski (1754-1833), groot-penningmeester van Litouwen
  - Prins Józef Poniatowski (1763-1813), generaal
- Maciejowski
  - Samuel Maciejowski (1499-1550), bisschop van Krakau, Chełm en Płock.[4]
  - Bernard Maciejowski (1548-1608), bisschop van Krakau, Lutsk en aartsbisschop van Gniezno.[5]
- Stanisław Ciołek (1382-1437), bisschop van Poznań.
- Maciej Drzewicki (1467-1535), aartsbisschop van Gniezno, bisschop van Włocławek en Przemyśl.[5]

De eerste edelman die buiten de naam Ciołek om het wapenschild gebruikte was Henricus de Wisenburgh in 1279. Er zijn 185 Poolse familienamen verbonden aan de Ciołek.

## Galerij

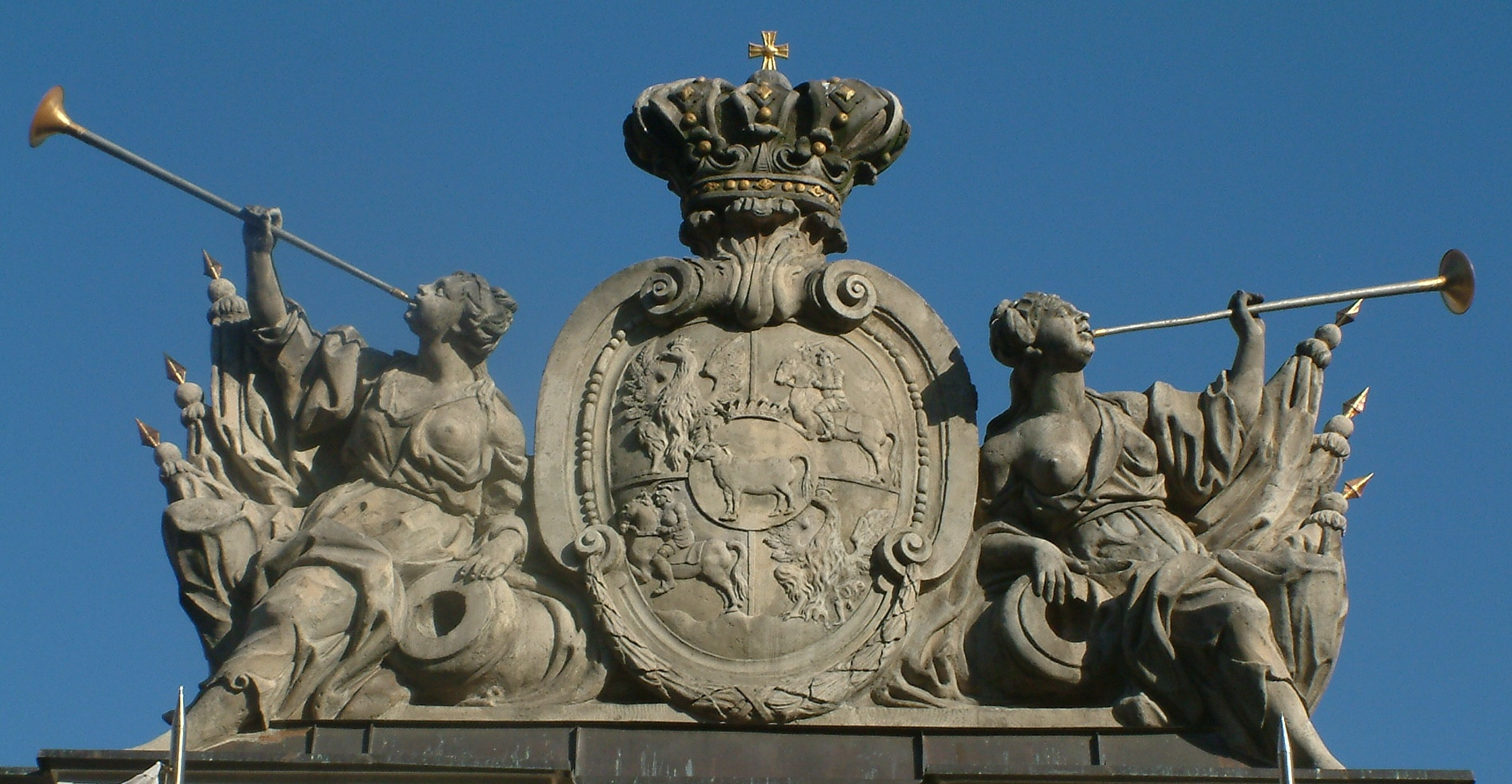
Het Ciołek-wapen op het 18e-eeuwse Odwach, Poznan.
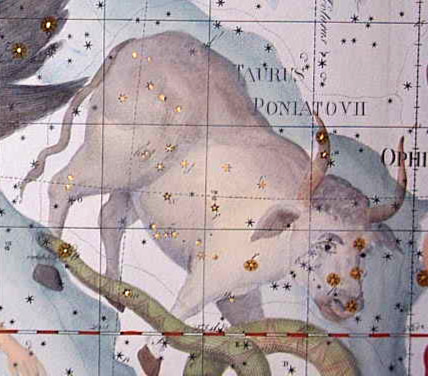
'Taurus Poniatovii'; een sterrenbeeld in 1777 gecreëerd door Marcin Odlanicki Poczobutt en gewijd aan Stanisław August Poniatowski.
Koninklijke Wapen van Stanisław August Poniatowski.
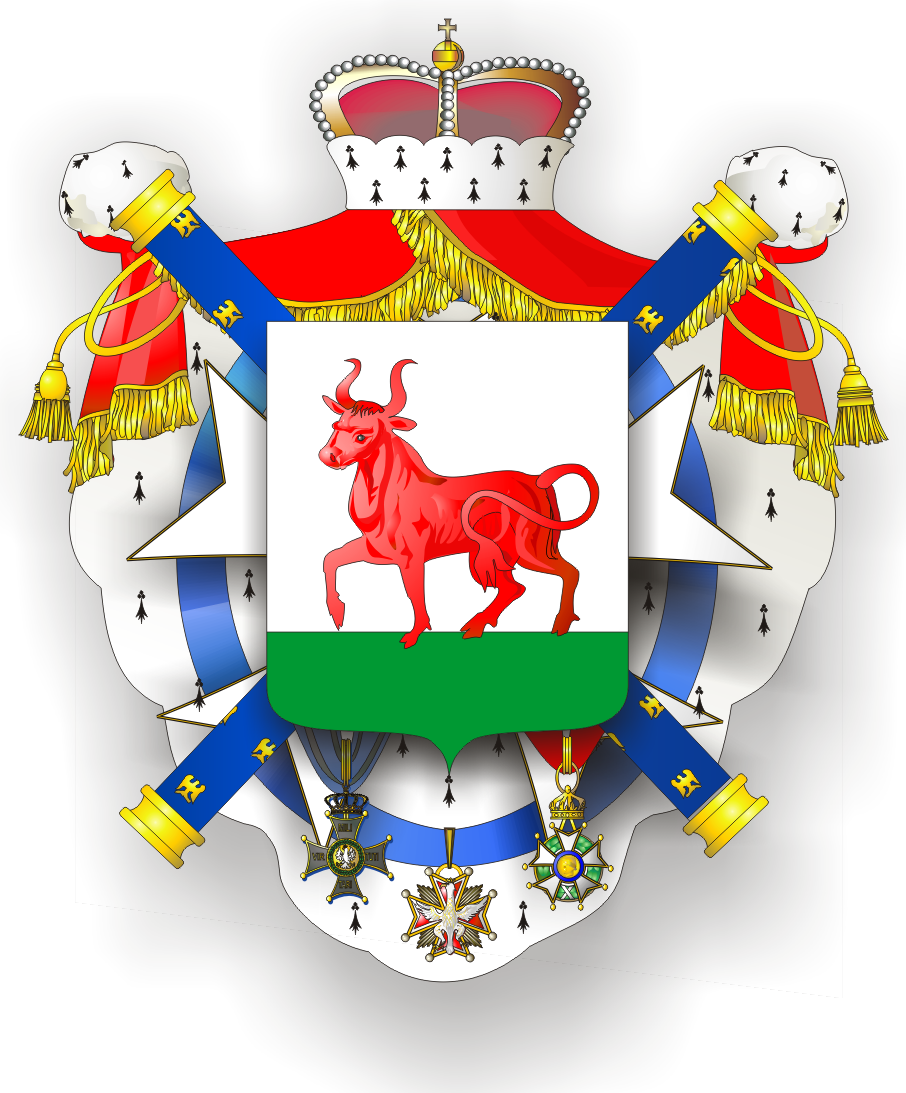
Prinselijke wapen van Józef Poniatowski.
Wapen van de Komerowski-graven.
Prinselijke wapen van Poniatowski.
Variant 1.
Variant 2.
Variant 3.